# Nagytótfalu
Nagytótfalu – wieś i gmina w południowej części Węgier, w pobliżu miasta Siklós, niedaleko granicy chorwackiej. Administracyjnie Nagytótfalu należy do powiatu Siklós, wchodzącego w skład komitatu Baranya i jest jedną z 53 gmin tego powiatu.

## Historia
Po raz pierwszy nazwa miejscowości została wymieniona w 1294.

## Zabytki
- Kościół Reformatów zbudowany w l. 1782–1786
- Iskolamúzum és Tájház - galeria pokazująca lokalną ludową sztukę